# ザコパネ
ザコパネ（Zakopane [zakɔ'panɛ] ( 音声ファイル) (ゴラル語: Zokopane)）は、ポーランドの都市でマウォポルスカ県に属する。ポーランド屈指の避暑地、保養地であり、ウィンター・スポーツも盛んである。人口は約2万7千人（2005年）。

## 地勢・産業

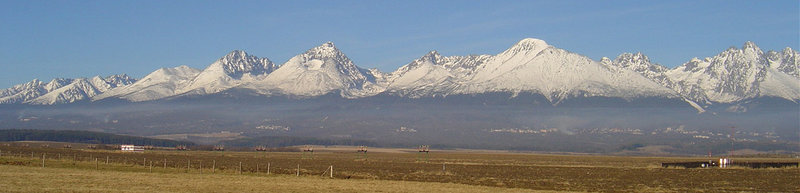
タトラ山脈

タトラ山脈の山麓に位置しており、ポーランド屈指の避暑地、保養地として知られる。近隣の都市としては、約85キロ北のクラクフが挙げられ、鉄道とバス路線で結ばれている。タトリ山脈の南麓はスロヴァキア領となっている。

## 気候
| ザコパネ (1991–2020)の気候          | ザコパネ (1991–2020)の気候 | ザコパネ (1991–2020)の気候 | ザコパネ (1991–2020)の気候 | ザコパネ (1991–2020)の気候 | ザコパネ (1991–2020)の気候 | ザコパネ (1991–2020)の気候 | ザコパネ (1991–2020)の気候 | ザコパネ (1991–2020)の気候 | ザコパネ (1991–2020)の気候 | ザコパネ (1991–2020)の気候 | ザコパネ (1991–2020)の気候 | ザコパネ (1991–2020)の気候 | ザコパネ (1991–2020)の気候 |
| 月                                  | 1月                        | 2月                        | 3月                        | 4月                        | 5月                        | 6月                        | 7月                        | 8月                        | 9月                        | 10月                       | 11月                       | 12月                       | 年                         |
| ----------------------------------- | -------------------------- | -------------------------- | -------------------------- | -------------------------- | -------------------------- | -------------------------- | -------------------------- | -------------------------- | -------------------------- | -------------------------- | -------------------------- | -------------------------- | -------------------------- |
| 最高気温記録 °C （°F）              | 14.9 (58.8)                | 17.6 (63.7)                | 20.3 (68.5)                | 25.5 (77.9)                | 27.3 (81.1)                | 31.4 (88.5)                | 32.5 (90.5)                | 32.8 (91)                  | 30.7 (87.3)                | 26.3 (79.3)                | 20.6 (69.1)                | 18.4 (65.1)                | 32.8 (91)                  |
| 平均最高気温 °C （°F）              | 1.1 (34)                   | 2.0 (35.6)                 | 5.4 (41.7)                 | 11.3 (52.3)                | 16.0 (60.8)                | 19.5 (67.1)                | 21.2 (70.2)                | 21.3 (70.3)                | 16.3 (61.3)                | 11.8 (53.2)                | 6.6 (43.9)                 | 1.8 (35.2)                 | 11.19 (52.13)              |
| 日平均気温 °C （°F）                | −3.3 (26.1)                | −2.4 (27.7)                | 0.6 (33.1)                 | 6.0 (42.8)                 | 10.7 (51.3)                | 14.2 (57.6)                | 15.8 (60.4)                | 15.6 (60.1)                | 10.9 (51.6)                | 6.5 (43.7)                 | 2.1 (35.8)                 | −2.3 (27.9)                | 6.2 (43.18)                |
| 平均最低気温 °C （°F）              | −7.0 (19.4)                | −6.3 (20.7)                | −3.5 (25.7)                | 1.2 (34.2)                 | 5.7 (42.3)                 | 9.3 (48.7)                 | 10.8 (51.4)                | 10.5 (50.9)                | 6.5 (43.7)                 | 2.3 (36.1)                 | −1.5 (29.3)                | −5.8 (21.6)                | 1.85 (35.33)               |
| 最低気温記録 °C （°F）              | −29.8 (−21.6)              | −34.1 (−29.4)              | −23.8 (−10.8)              | −12.0 (10.4)               | −6.1 (21)                  | −1.6 (29.1)                | 0.9 (33.6)                 | 0.2 (32.4)                 | −4.9 (23.2)                | −10.7 (12.7)               | −19.6 (−3.3)               | −25.5 (−13.9)              | −34.1 (−29.4)              |
| 降水量 mm （inch）                  | 46.6 (1.835)               | 51.3 (2.02)                | 61.4 (2.417)               | 81.2 (3.197)               | 141.5 (5.571)              | 149.4 (5.882)              | 191.6 (7.543)              | 125.3 (4.933)              | 111.0 (4.37)               | 80.8 (3.181)               | 59.6 (2.346)               | 45.1 (1.776)               | 1,144.8 (45.071)           |
| 降雪量 cm （inch）                  | 610.0 (240.16)             | 739.4 (291.1)              | 510.3 (200.91)             | 99.9 (39.33)               | 1.0 (0.39)                 | 0 (0)                      | 0 (0)                      | 0 (0)                      | 0 (0)                      | 25.8 (10.16)               | 143.9 (56.65)              | 376.0 (148.03)             | 2,506.3 (986.73)           |
| 平均降雨日数                        | 9.6                        | 10.5                       | 11.0                       | 11.3                       | 14.7                       | 13.9                       | 15.1                       | 10.9                       | 10.9                       | 10.4                       | 9.6                        | 9.8                        | 137.7                      |
| 平均降雪日数                        | 26.7                       | 25.3                       | 20.7                       | 6.5                        | 0.2                        | 0                          | 0                          | 0                          | 0                          | 2.8                        | 10.9                       | 23.5                       | 116.6                      |
| % 湿度                              | 81.1                       | 78.5                       | 75.0                       | 71.1                       | 74.4                       | 76.1                       | 76.7                       | 77.4                       | 81.6                       | 81.7                       | 82.9                       | 83.5                       | 78.33                      |
| 平均月間日照時間                    | 69.1                       | 81.2                       | 118.2                      | 162.5                      | 179.6                      | 178.3                      | 197.1                      | 193.4                      | 128.4                      | 113.8                      | 75.6                       | 55.6                       | 1,552.8                    |
| 出典：Promedios y totales mensuales |                            |                            |                            |                            |                            |                            |                            |                            |                            |                            |                            |                            |                            |

## 歴史

カロル・シマノフスキの別荘

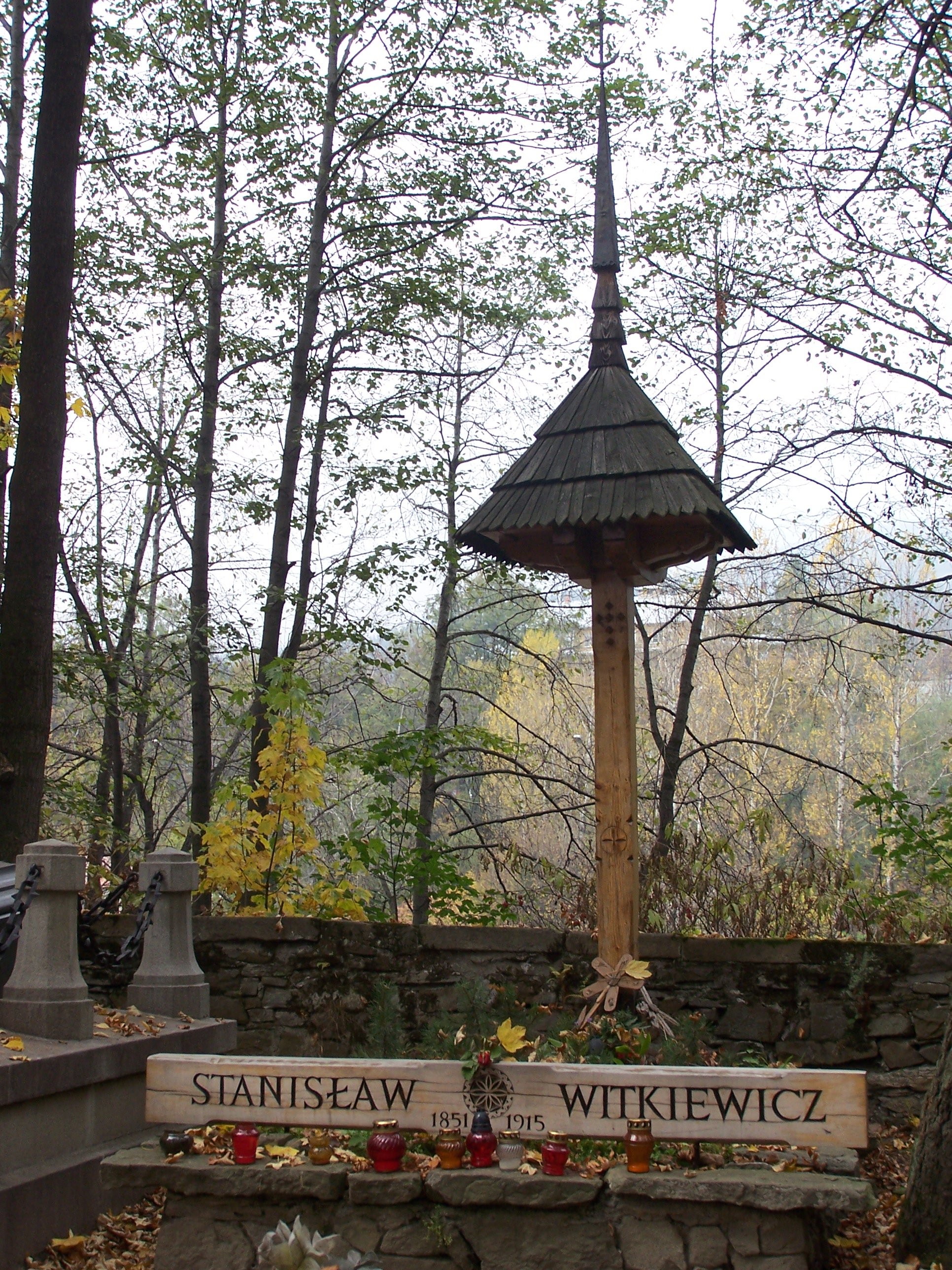
ヴィトキエヴィッチの墓

小さな山間の集落であったが、19世紀末になると、鉄道網の整備や庶民に旅行を楽しむ習慣ができたことで、ザコパネの開発が進むことになった。この頃、初のホテルも建てられている。20世紀になると、ポーランドの建築家、芸術家らの注目を集め、この地で活動を行う者が増えた。現在は、ポーランド有数のリゾート地へと成長を遂げている。

## 文化
ザコパネは、多くの芸術家を魅了した。1907年にザコパネに居を移した音楽家ミェチスワフ・カルウォーヴィチは、この地で多くの作品を作り上げた。音楽家カロル・シマノフスキも、この地の民族音楽に関心を抱き、一時この街にとどまった。
社会主義運動にも関わった詩人ヤン・カスプローヴィチも、ザコパネの山岳民の生活に共感を抱いた人物である。その晩年はザコパネで生活し、この地で没した。建築では、スタニスワフ・ヴィトキエヴィッチが、いわゆるザコパネ・スタイルと称される木造建築様式を創始している。息子のヴィトカツィは画家として活躍した。
19世紀後半から20世紀初頭にかけて活躍した民族運動家、文化人類学者であるブロニスワフ・ピウスツキ（ポーランドの民族的英雄ユゼフ・ピウスツキの兄）は、ロシア皇帝暗殺計画の容疑で逮捕され、樺太へ流刑となった。この際に樺太などの極東地域に関心を抱き、再度樺太に渡り樺太アイヌの言語研究を行った。1980年代になって、その際の蝋管レコードがザコパネで保存されているのが発見されており、アイヌ研究に大きな寄与をもたらした。
オスツィーペックと称されるスモークチーズがザコパネの名産品である。動物や樽の形をしており、形状を眺めるだけでも楽しめる。ただし、味はかなり特徴的である。

## スポーツ

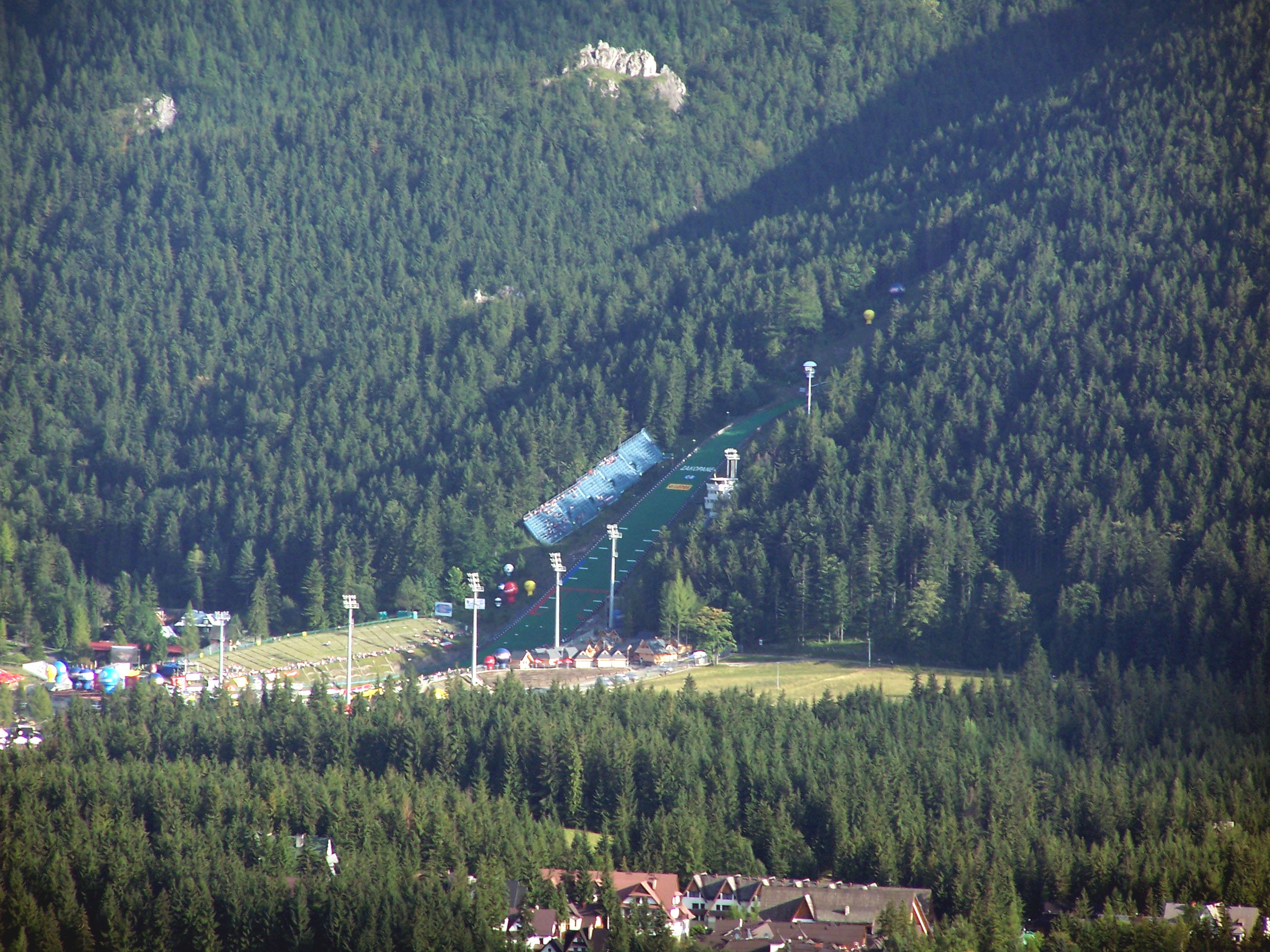
競技会場

ポーランドにおけるウィンター・スポーツの中心地である。1929年、1939年、1962年と3度ノルディックスキー世界選手権の開催地となっており、1993年と2001年と2度にわたってユニバーシアード冬季大会の開催地にもなっている。冬場には多くの観光客が訪れ、スキーなどを楽しむ。

## 交通
ポーランド国鉄のザコパネ駅があり、クラクフと結ばれている。ただし、ポーランドの列車は総じて所要時間が長く、最長で4時間以上かかる。バス路線でもクラクフとザコパネが結ばれており、所要時間はその半分程度。本数、所要時間ともにバスの方が合理的。

## 観光

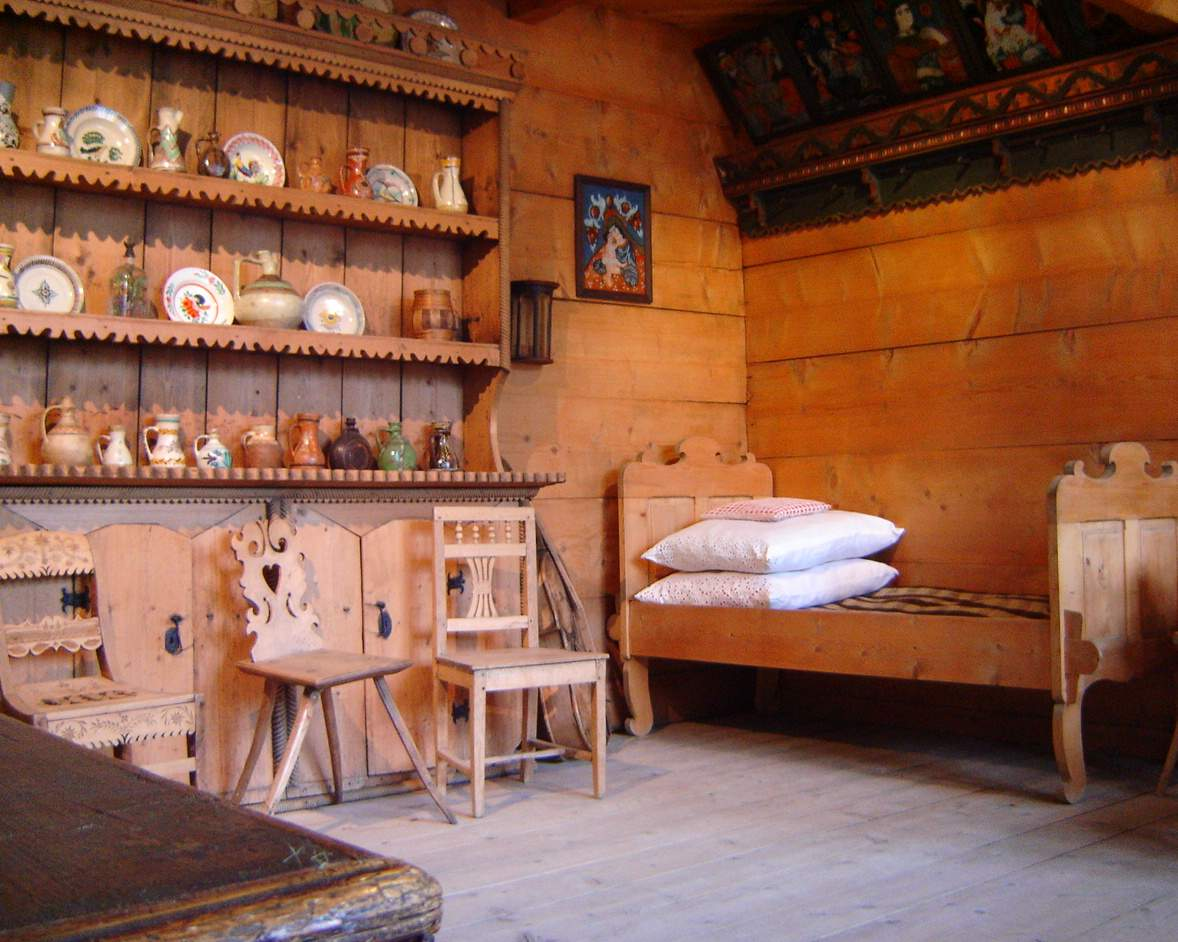
タトラ博物館の内部

- タトラ博物館

ザコパネ最古の博物館。民族衣装やタトリ山脈の自然について展示がある。
- 旧木造教会

ザコパネ様式の教会。
- ザコパネ・スタイル博物館（ヴィラ・コリバ）
- クルプフキ通り

ザコパネのメインストリート。
- グバウフカ山、大カスプロヴィ山

ケーブルカーが運行している。

## 姉妹都市
- ヴィソケー・タトリ、スロバキア
- サン・カルロス・デ・バリローチェ、アルゼンチン
- サン＝ディエ＝デ＝ヴォージュ、フランス
- ジーゲン、ドイツ
- ストルイ、ウクライナ
- ソポト、ポーランド
- ポプラド、スロバキア